# Astyochia lechula
Astyochia lechula är en fjärilsart som beskrevs av Paul Dognin 1893. Astyochia lechula ingår i släktet Astyochia och familjen mätare. Inga underarter finns listade i Catalogue of Life.